# Pericyma squalens
Pericyma squalens là một loài bướm đêm trong họ Erebidae.